# Купа Долчини
„Купа Долчини“ е колоездачно състезание, което се провежда ежегодно в София.
Категориите, в които участниците се състезават по колоездене, са всички категории: момичета, момчета, девойки, юноши мл. възраст, юноши ст. възраст, U23, мъже, ветерани до 50 г. и ветерани до 60 г.
В последните години турнирът се провежда през май, през юни е проведео само състезанието през 2017 г.

## История на състезанието
Започва началото си през май 2013 година като малко състезание между приятели с идея да привлече повече любители колоездачи да започнат да спортуват активно и да мерят сили с професионални колоездачи, като новостартиращо състезание по това време проявяват интерес само фейсбук фенове от тогава популярната „Българска Вело Мрежа“. На старта се сибират едва 46 души, които са разделени в 5 колоездачни категории.
През 2014 година за „Купа Долчини“ официално се изпращат и покани към българските колоездачни отбори да вземат участие във второто издание на състезанието тип критериум. От този момент се налага и традицията на състезанията тип критериум през май. В същата година „Купа Долчини“ е проведена с възобновеното състезание „Изкачване на Витоша 2014“, в което състезание тогава, взимат участие малък брой любители колоездачи, но е коментирано от стотици желаещи да се включат следващата година. Долчини поема инициативата да събере контакти от желаещите любители колоездачи и официално да им изпрати покани за следващото състезани „Изкачване на Витоша 2015“.
През 2015 година „Купа Долчини“ се провжда заедно с „Купа Драг“ и „Изкачване на Витоша“ и събира на старта близо 180 състезатели.
През 2016 година към „Купа Долчини“ проява интерес и Българската национална телевизия и става основен медиен партньор. На старта на състезанията се събират приблизително 310 колоездачи от български и чужди клубове. През тази година любителите колоездачи, които застават на стартовата линия редом до лицензираните състезалите за „Изкачване на Витоша“ са приблизително 100 души, като официално от тях са заявили участие около 70 състезатели. През 2016 година „Купа Долчини“ благодарение на спонсори като DHL България, CYCLE пътешествие във времето, Сладоледи ИЗИДА успява да събере рекордно голям награден фонд за българското колоездене в размер на 12000 лева, които средства са раздадени на колоездачите, като награди за положените усилия в състезанията.
През 2017 година „Купа Долчини“ набира още по-голяма популярност като вече колоездачните клубове, сами изявяват интерес за участие. През тази година основен медиен партньор отново е БНТ и популяризира предстоящите колоездачни състезания. Благодарение на спонсорите София2018, CYCLE пътешествие във времето, Сладоледи ИЗИДА и не на последно място DHL България, са събрани средства с които настанихме колоездачите в хотели по време на тридневните колоездачни състезания. През 2017 година няма рекорден награден фонд, но има условия за лицензираните състезатели да вземат участие и да покажат своите възможности, като премерят сили с гостуващи чужи отбори от Франция, Румъния, Гърция, Сърбия. Получени са 15 отборни заявки от българските колоездачни отбори от които взеха участие 12 отбора. Състезанието „Купа Долчини“ за втора поредна година е излъчено в едночасово предаване „на живо“ по телевизия БНТ1. На старта на „Изкачване на Витоша 2017“ Долчини и Драг в съвместно партньорство се събират над 110 любители колоездачи.

## Класиране през годините
| Година | Мъже                  | Мъже     | Точки |
| ------ | --------------------- | -------- | ----- |
| 2016   | Николай Михайлов      | България | 36    |
| 2017   | Радослав Константинов | България | 36    |